# Gottfried-Silbermann-Museum

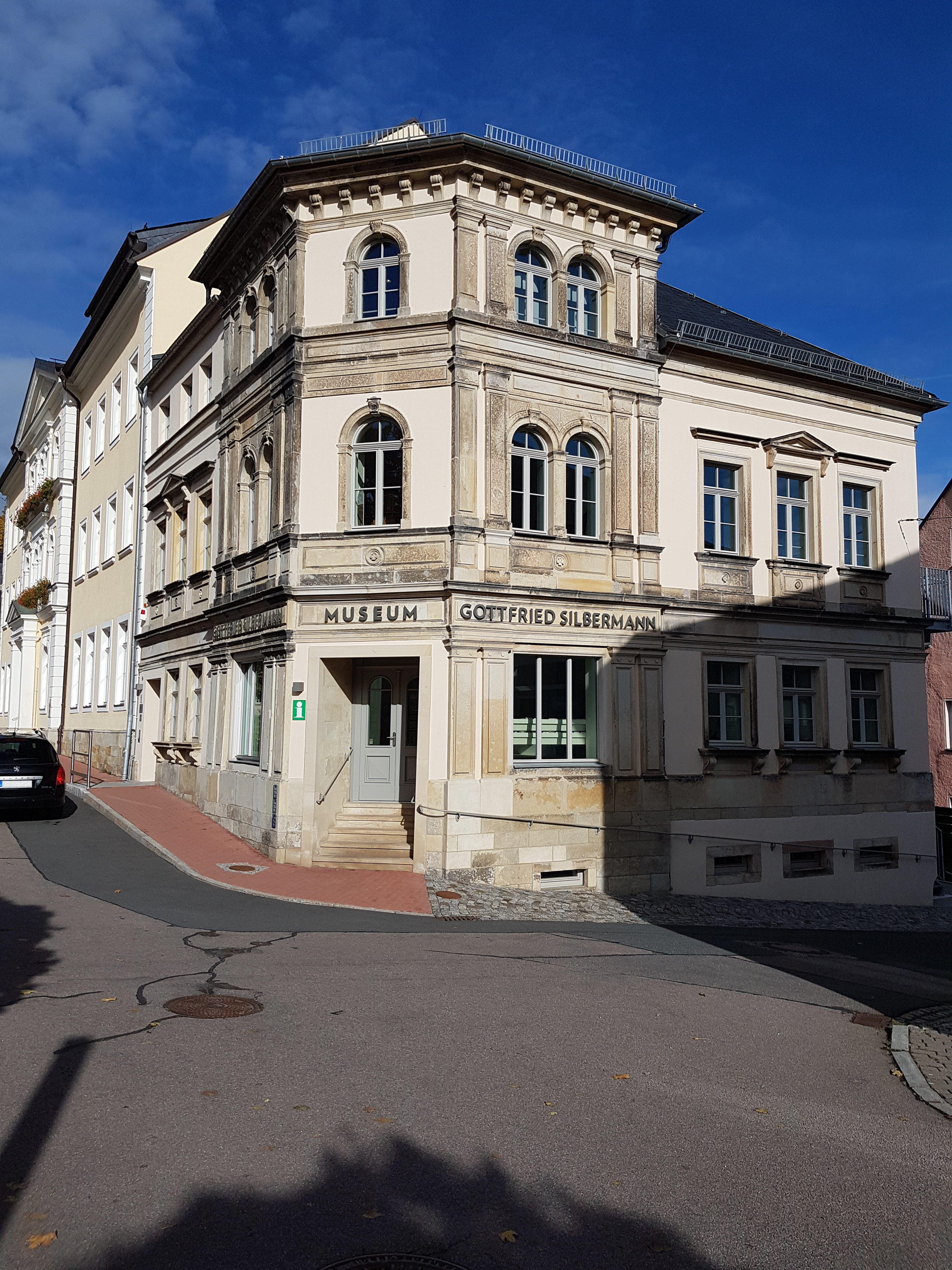
Gottfried-Silbermann-Museum

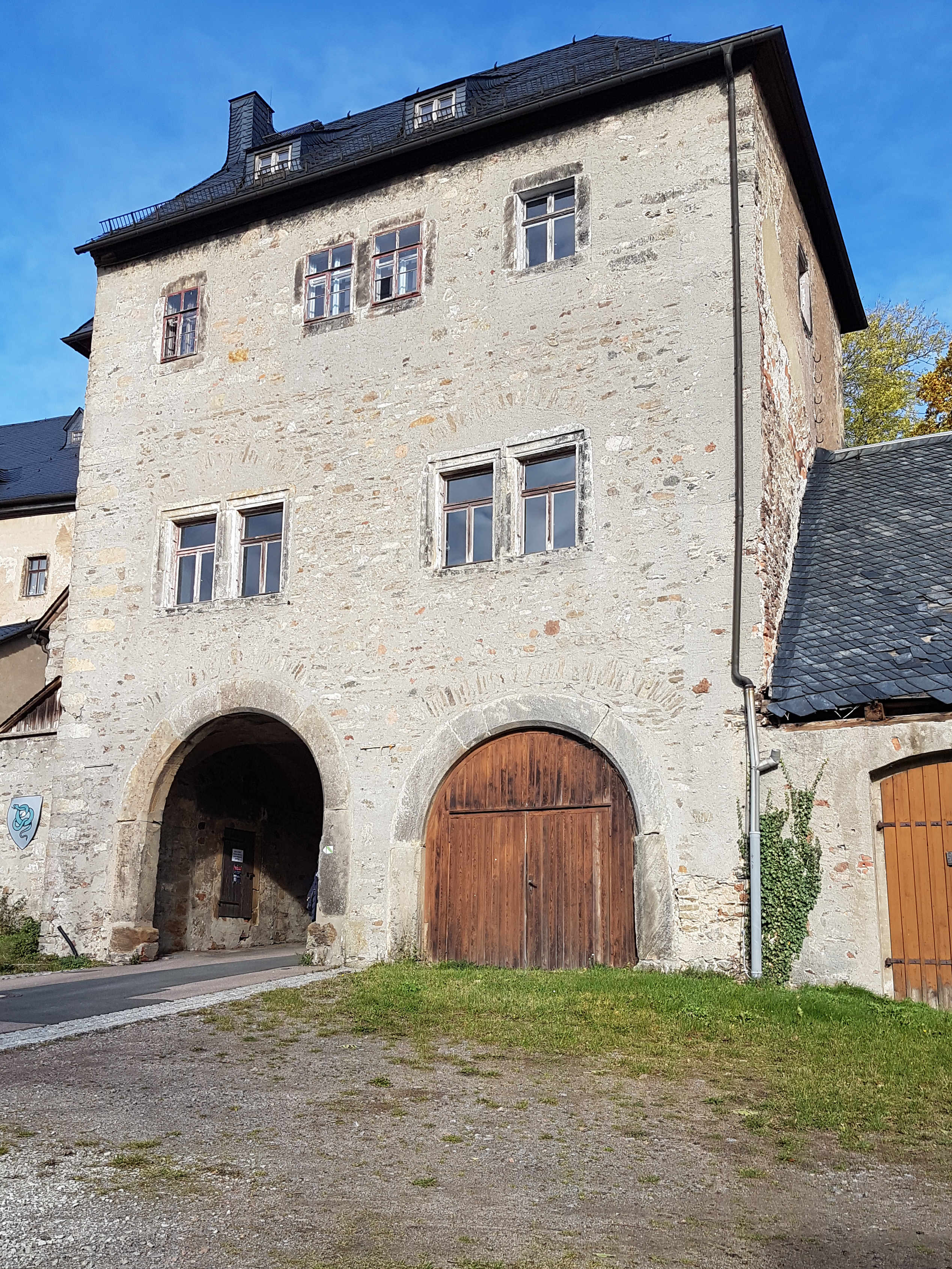
Torhaus der Burg

Das Gottfried-Silbermann-Museum ist ein Orgelmuseum, das das Leben und Wirken des Orgelbauers Gottfried Silbermann veranschaulicht. Es befindet sich am Markt 4 in Frauenstein.

## Geschichte
Das zu einem unbekannten Zeitpunkt errichtete Gebäude an der Ecke Wassergasse wurde 1843 erstmalig genannt. 1849 fiel es wie die meisten Gebäude dem Feuer beim Stadtbrand zum Opfer. 1870 wurde es im Stil der Neurenaissance neu errichtet. Im Torhaus des Schlosses Frauenstein entstand 1900 eine Altertumssammlung, welche 1945 geplündert wurde. Ab 1953 wurde eine neue Sammlung aufgebaut. 1983 wurde die Konzeption des Museums völlig neu ausgerichtet; es entstand das Gottfried-Silbermann-Museum. Mit einer Bauzeit von zwei Jahren wurde das oben genannte Haus am Markt 4 komplett saniert und umgebaut. In dieses Gebäude zog das Gottfried-Silbermann-Museum und wurde mit einer zeitgemäßen Museumskonzeption 2021 neu eröffnet.

## Ausstellung
Die Dauerausstellung des Gottfried-Silbermann-Museums ist in drei Etagen untergliedert: Im Untergeschoss wird die Stadt- und Burggeschichte verdeutlicht, im Saal der Orgel- und Instrumentenbau Gottfried Silbermanns, auf der Empore werden neben der geschichtlichen Entwicklung einzelner Instrumente auch Werkzeuge und das soziale Umfeld Silbermanns beschrieben.

## Instrumente
Neben neuzeitlich gefertigten Dauerleihgaben wie Portativ, Clavichord und einem Spinett sind zwei bespielbare Funktionsmodelle einer Orgel zu sehen.

### Orgel

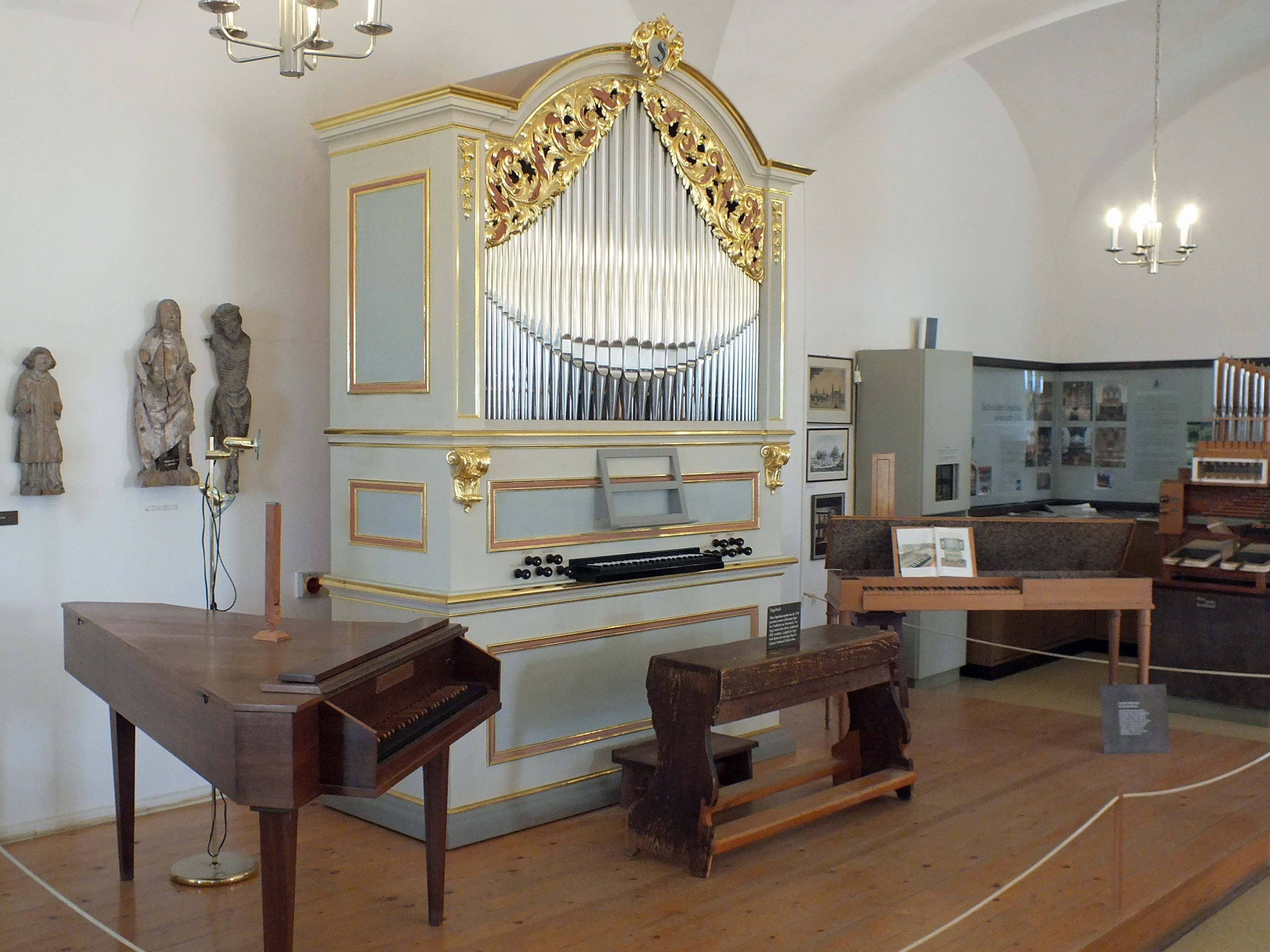
Innenansicht des Museums mit Kopie der Orgel von Etzdorf

Das wertvollste Instrument ist eine Kopie eines Instruments von Silbermann, das zwischen 1734 und 1748 für die Kirche in Etzdorf entstanden ist. Das Original wurde 1865 in die Kirche von Wallroda transferiert, 1902 von dem Dresdner Orgelbauer Eduard Berger gekauft und ging daraufhin mehrfach umgebaut in verschiedenen Privatbesitz über. 1939 wurde es in Dresden entdeckt und daraufhin in den Bremer Dom transferiert. Es steht dort heute in der Westkrypta. 1994 restaurierte die Dresdner Orgelwerkstatt Kristian Wegscheider das Instrument und versetzte es wieder in den Originalzustand. Gleichzeitig fertigte Wegscheider eine Kopie des Instrumentes für das Museum an. Sie hat wie das Original folgende Disposition:
| Manual CD–c3           |        |
| Rohrflöte              | 8′     |
| Principal              | 4′     |
| Rohrflöte              | 4′     |
| Nasat (Diskant)        | 3′     |
| Octava                 | 2′     |
| Sesquialtera (Diskant) | 1 3⁄5′ |
| Quinta                 | 1 ⁄2′  |
| Sifflöte               | 1′     |
| Kanaltremulant         |        |